# Zsolt Zsoldos
Zsolt Zsoldos (* 14. února 1967 Pécs — 5. července 1996 Kecskemét) byl maďarský zápasník–judista.

## Sportovní kariéra
S judem začínal v 7 letech v rodné Pécsi. Vrcholově se připravoval v Kecskemétu pod vedením Andráse Vargy. V maďarské reprezentaci se pohyboval od roku 1988 v polostřední váze do 78 kg. V roce 1992 startoval na olympijských hrách v Barceloně, kde vypadl ve třetím kole s Belgičanem Johanem Laatsem. Po olympijských hrách přešel do vyšší střední váhy do 86 kg, ve které se mezinárodní úrovni neprosazoval. Zahynul při dopravní nehodě v roce 1996 ve věku 29 let.

## Výsledky
| Turnaj             | 1985       | 1986       | 1987       | 1988             | 1989             | 1990             | 1991             | 1992             |
| Turnaj             | 18         | 19         | 20         | 21               | 22               | 23               | 24               | 25               |
| Turnaj             | lehká váha | lehká váha | lehká váha | polostřední váha | polostřední váha | polostřední váha | polostřední váha | polostřední váha |
| ------------------ | ---------- | ---------- | ---------- | ---------------- | ---------------- | ---------------- | ---------------- | ---------------- |
| Olympijské hry     |            |            |            | —                |                  |                  |                  | úč.              |
| Mistrovství světa  | —          |            | —          |                  | —                |                  | 7.               |                  |
| Mistrovství Evropy | —          | —          | —          | —                | 3.               | 2.               | úč.              | —                |
| MS juniorů         |            | —          |            |                  |                  |                  |                  |                  |
| ME juniorů         | úč.        | —          | 2.         |                  |                  |                  |                  |                  |